# Districtul Bragança
Districtul Bragança (portugheză Distrito de Bragança) este un district în nordul Portugaliei, cu reședința în Bragança. Are o populație de 148 808 locuitori și suprafață de 6 608 km².

## Municipii
- Alfândega da Fé
- Bragança
- Carrazeda de Ansiães
- Freixo de Espada à Cinta
- Macedo de Cavaleiros
- Miranda do Douro
- Mirandela
- Mogadouro
- Moncorvo
- Vila Flor
- Vimioso
- Vinhais